# 贝尔坎德
贝尔坎德（Belsand），是印度比哈尔邦Sitamarhi县的一个城镇。总人口17821（2001年）。

## 人口
该地2001年总人口17821人，其中男性9511人，女性8310人；0—6岁人口3436人，其中男1760人，女1676人；识字率33.45%，其中男性为41.14%，女性为24.66%。